# Antitype chosroes
Antitype chosroes là một loài bướm đêm trong họ Noctuidae.